# Divisione No. 16 (Manitoba)
La Divisione No. 16, o Roblin, Russell, Rossburn Area (parte della Parklands Region) è una divisione censuaria del Manitoba, Canada di 9.945 abitanti.

## Comunità
- Angusville
- Binscarth
- Inglis
- Roblin
- Rossburn
- Russell
- Waywayseecappo First Nation